# Dům Latinské Ameriky

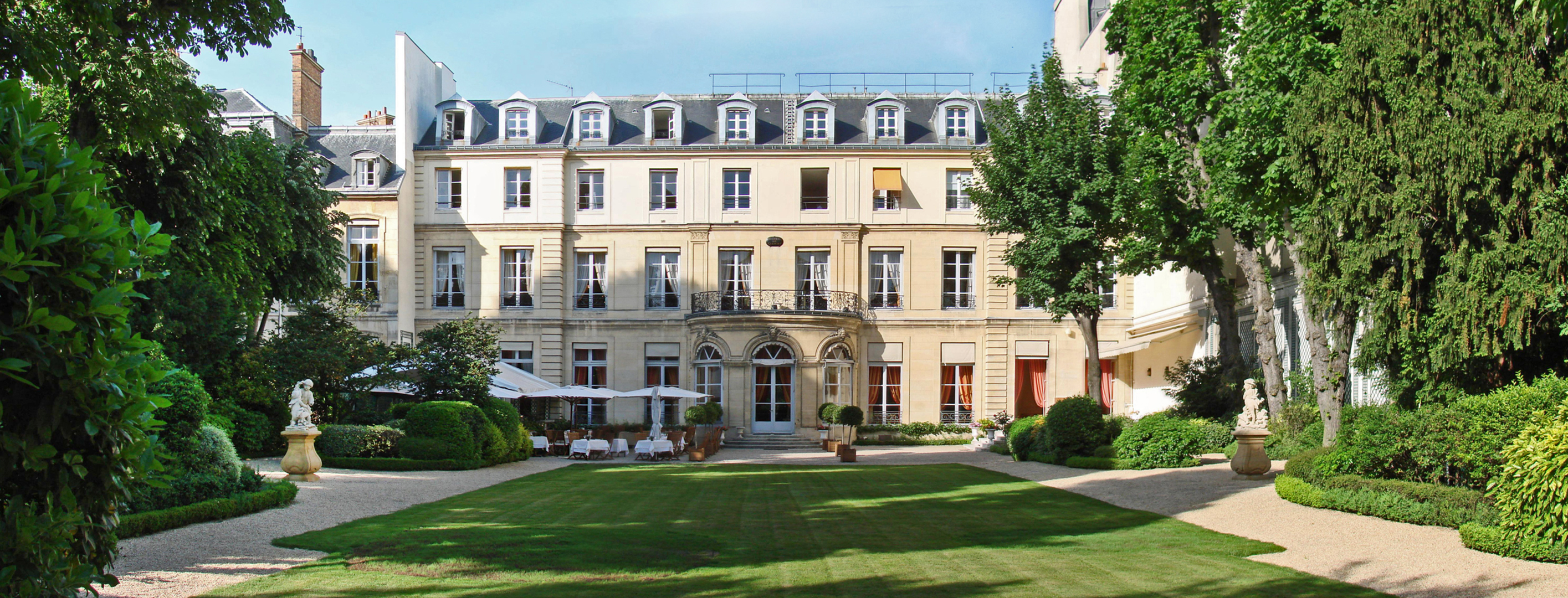
Zahrady Domu Latinské Ameriky

Dům Latinské Ameriky (francouzsky Maison de l'Amérique latine) je kulturní centrum v Paříži, které nabízí informace o zemích Latinské Ameriky. Nachází se v 7. obvodu na adrese Boulevard Saint-Germain č. 217.

## Historie
Dům byl založen v roce 1946 z iniciativy francouzského Ministerstva zahraničních věcí pro kulturní a diplomatickou výměnu mezi Francií a zeměmi Latinské Ameriky.

## Organizace
Dům Latinské Ameriky sídlí na Boulevardu Saint-Germain ve dvou městských palácích Hôtel de Varengeville a Hôtel Amelot de Gournay.